# Distrikt Cochabamba (Huaraz)
Der Distrikt Cochabamba liegt in der Provinz Huaraz in der Region Ancash in West-Peru. Der Distrikt wurde am 30. September 1943 gegründet. Er besitzt eine Fläche von 138 km². Beim Zensus 2017 wurden 1745 Einwohner gezählt. Im Jahr 1993 lag die Einwohnerzahl bei 2204, im Jahr 2007 bei 2047. Die Distriktverwaltung befindet sich in der 2105 m hoch gelegenen Ortschaft Cochabamba mit 475 Einwohnern (Stand 2017). Cochabamba liegt 36 km westlich der Provinzhauptstadt Huaraz.

## Geographische Lage
Der Distrikt Cochabamba liegt an der Westflanke der Cordillera Negra im äußersten Nordwesten der Provinz Huaraz. Die Flüsse Río Yaután und Río Akrun entwässern das Areal nach Westen bzw. nach Südwesten.
Der Distrikt Cochabamba grenzt im Westen an den Distrikt Yaután (Provinz Casma), im Nordwesten an den Distrikt Cascapara, im Norden an den Distrikt Shupluy (die beiden zuvor genannten Distrikte gehören zur Provinz Yungay) sowie im Osten und im Süden an den Distrikt Pariacoto. 